# The Phantom Blot
The Phantom Blot, a veces también referido simplemente como "The Blot" (Mancha Negra en cómics de habla hispana, conocido en Hispanoamérica como La Mancha Fantasma o La Mancha en sus apariciones en animación, y en España como El Fantasma de Tinta en sus apariciones regulares en animación), es un personaje ficticio del universo de Mickey Mouse creado en 1939 por Merrill De Maris y Floyd Gottfredson en la tira cómica Mickey Mouse, una tira diaria publicada en la prensa. Originalmente llamado the Blot, el personaje adquirió su nombre completo en 1941 cuando Dell Comics volvió a publicar la historia en un cómic titulado Mickey Mouse burla a The Phantom Blot.
Un malhechor casi esquivo que viste un sudario negro que le da la apariencia amenazadora de un espectro, The Phantom Blot es uno de los peores enemigos de Mickey Mouse. «A su vez (...) genio criminal, inventor extravagante o rey de la fuga», firma sus crímenes dejando mensajes manchados con una mancha de tinta negra, de ahí su nombre.
Después de su primera aparición en 1939, este villano fue abandonado hasta los años 1960 por los dibujantes estadounidenses, mientras que en Italia fue utilizado con mayor regularidad a partir de los años 1950 en las historietas de Disney, donde ocasionalmente formó equipo con otros sinvergüenzas como Pete. En Francia, Le Journal de Mickey también publicó varias historias nuevas centradas en el Fantasma Negro durante las décadas de 1980 y 1990.
El bandido enmascarado aparece en particular en las series de televisión animadas House of Mouse y Patoaventuras. Además, se manifiesta como un gigantesco espectro sobrenatural en el videojuego Epic Mickey.

## Fuentes de inspiración

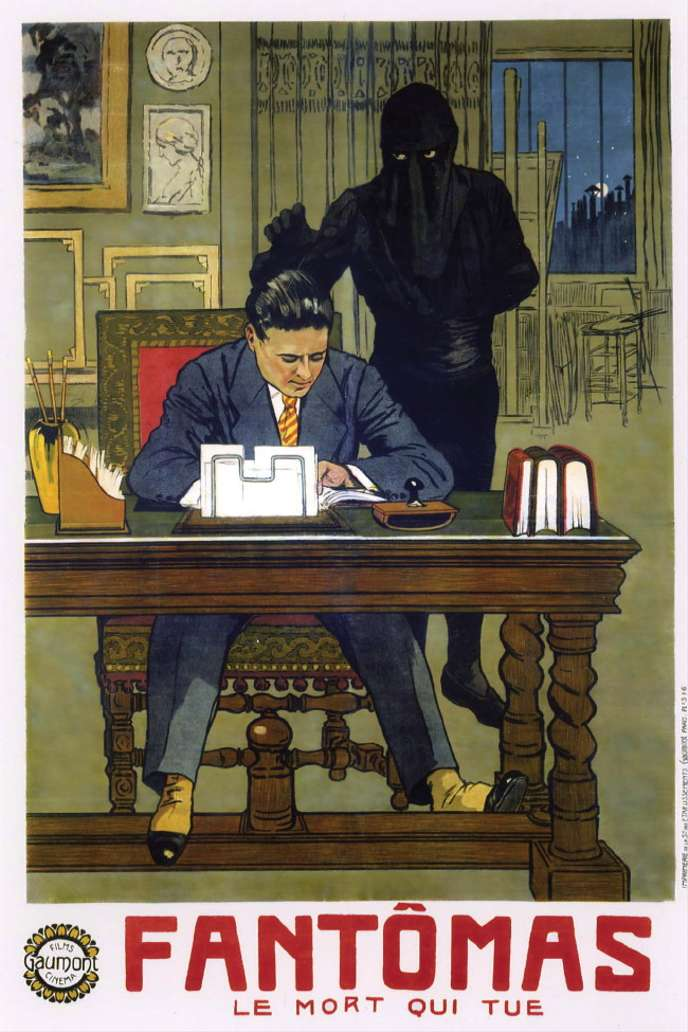
El maillot negro y la capucha de Fantômas anuncian el sudario del The Phantom Blot.

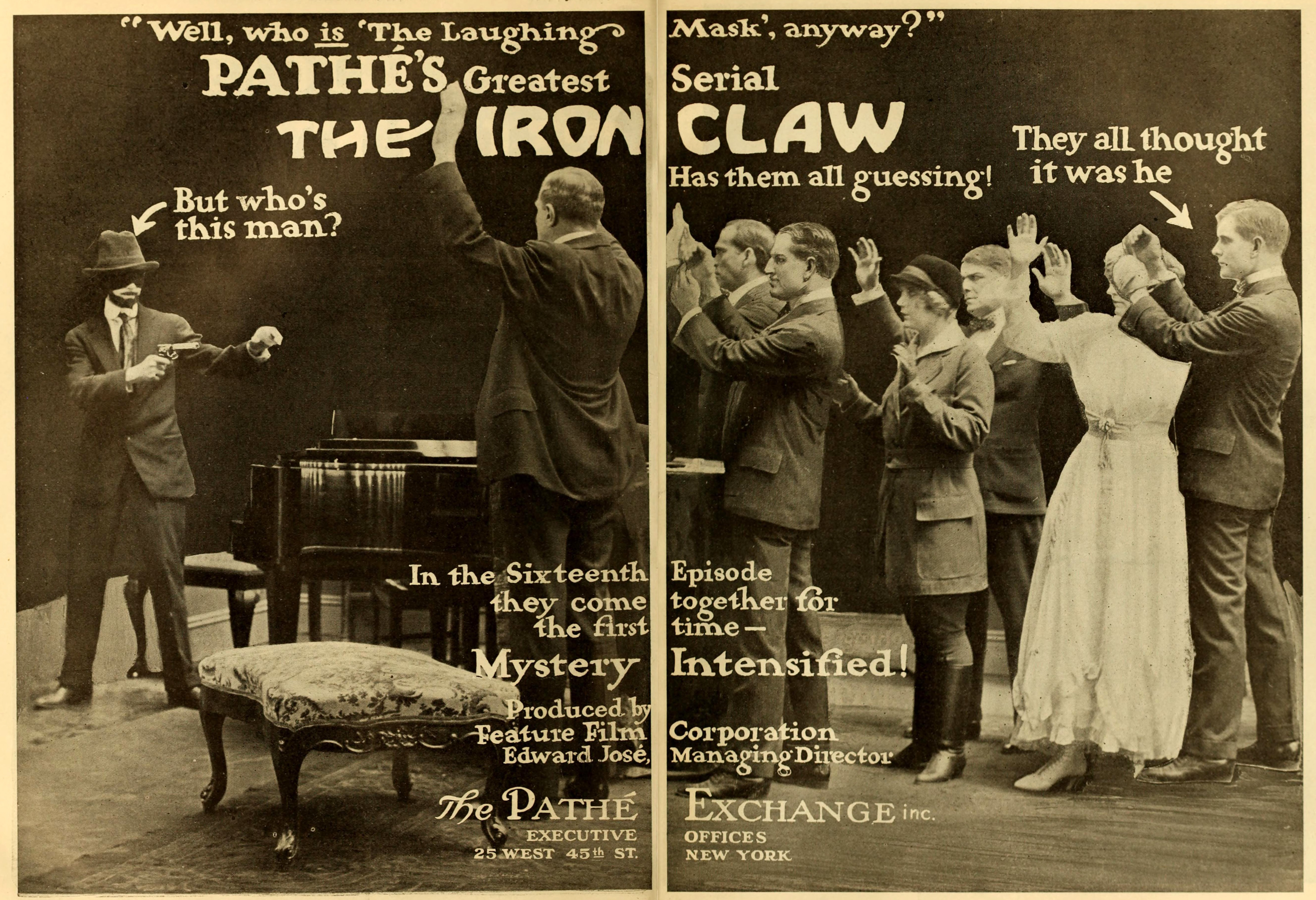
Un criminal enmascarado amenaza a Pearl White. Anuncio del serial estadounidense The Iron Claw (1916).
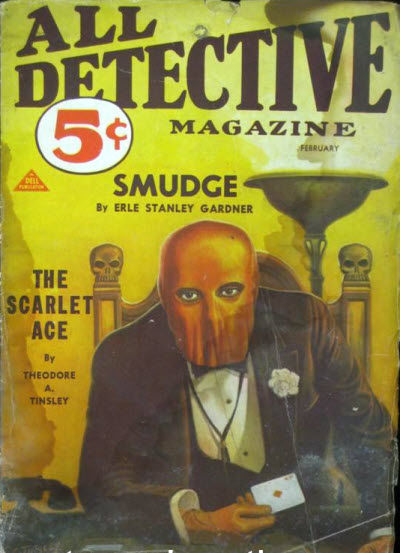
Portada de pulp All Detective Magazine (febrero de 1933).
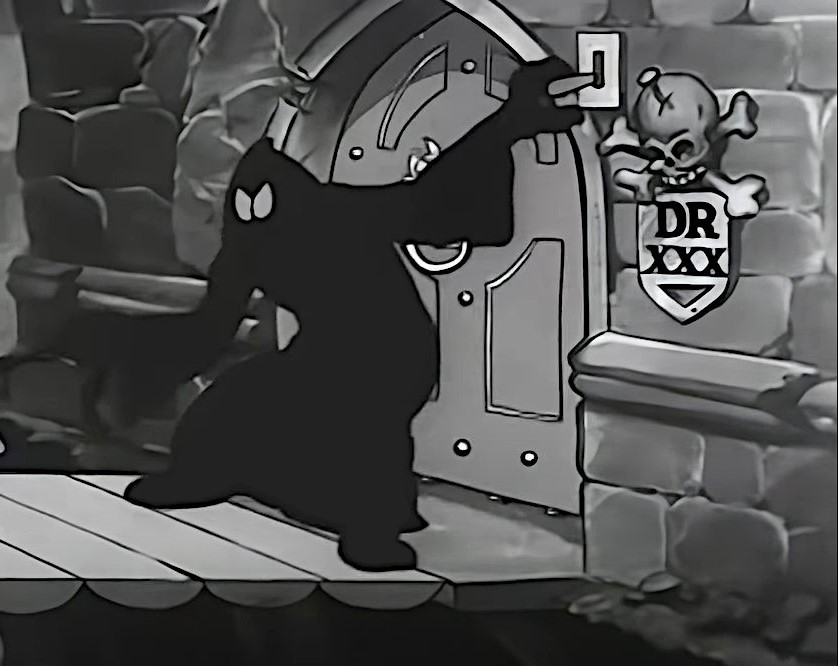
En el dibujo animado The Mad Doctor (1933), un cirujano loco se pone un disfraz siniestro para secuestrar a Pluto durante una noche de tormenta, antes de encerrar a la pobre criatura en el corazón de su castillo encantado.

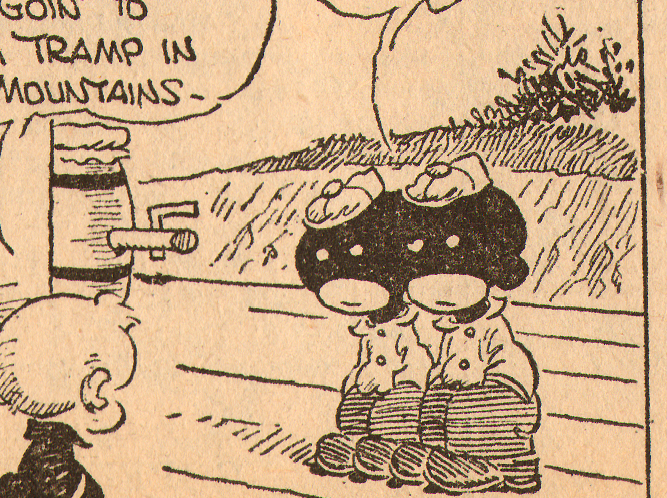
The Blots. Creados por Walt Hoban para su tira cómica Jerry on the Job, estos dos jóvenes gemelos afroamericanos representan una de las fuentes de inspiración de Floyd Gottfredson para el nombre y la apariencia de The Phantom Blot.
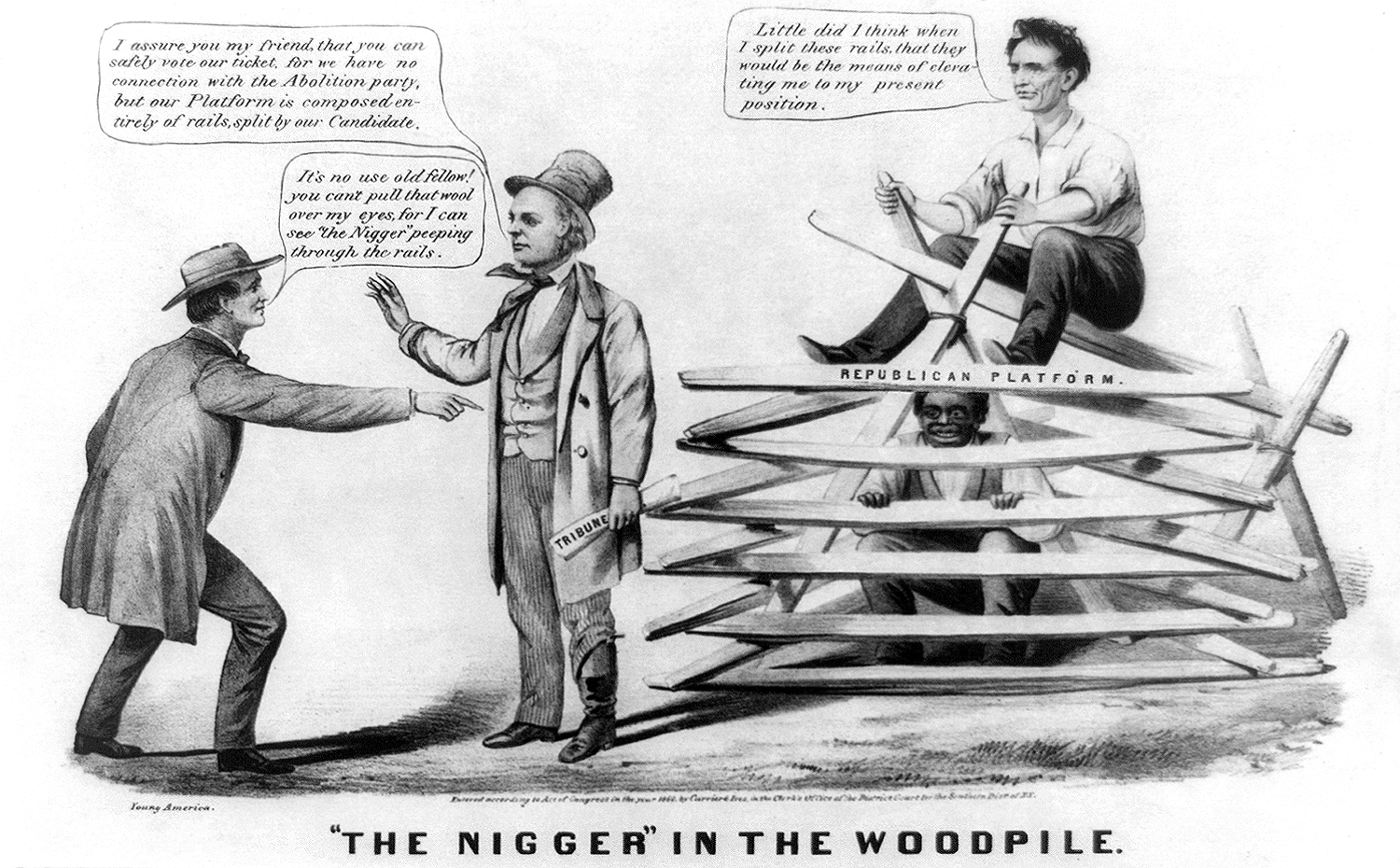
Caricatura ilustrativa de la expresión «nigger in the woodpile», 1860.

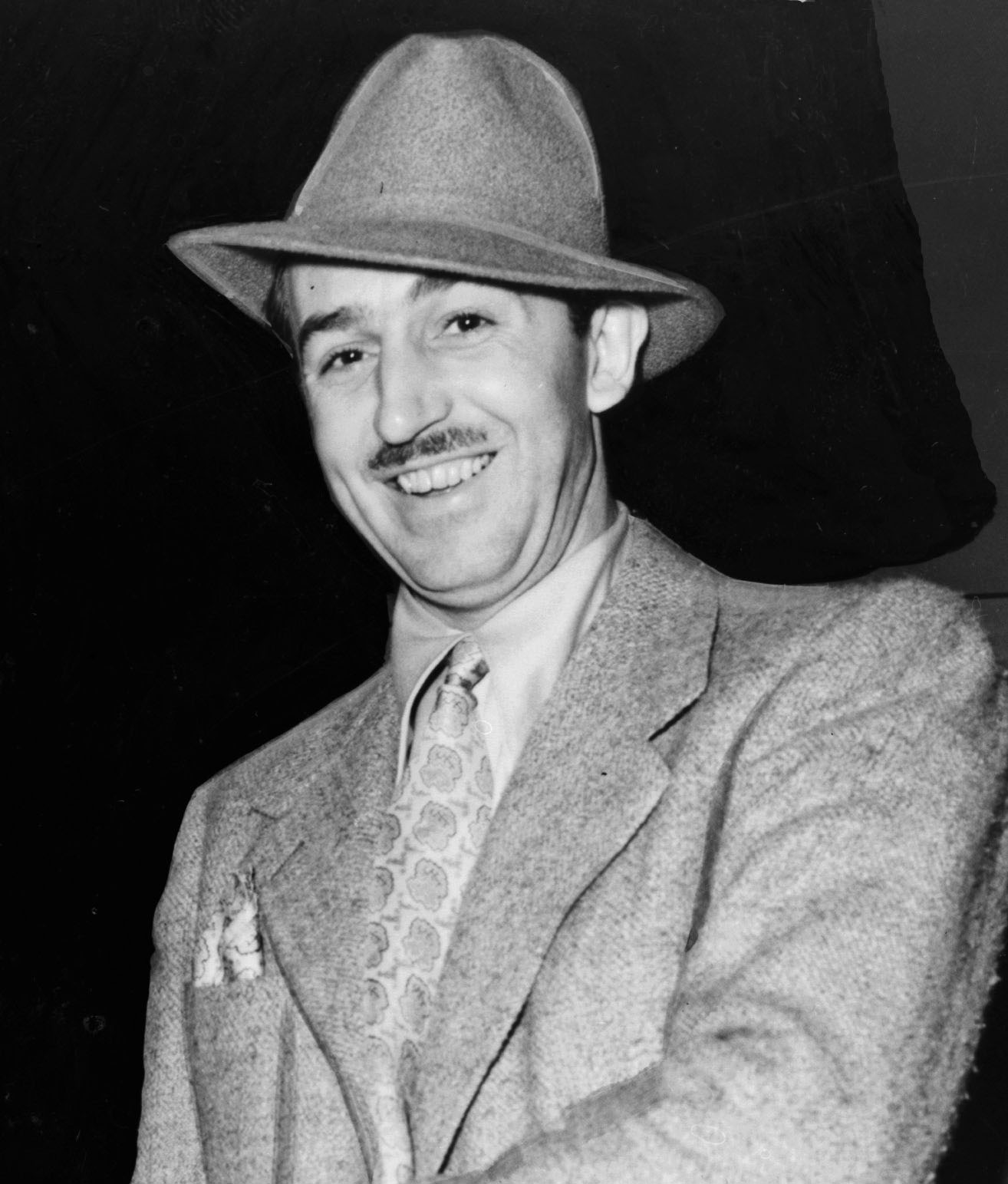
Walt Disney en 1938.
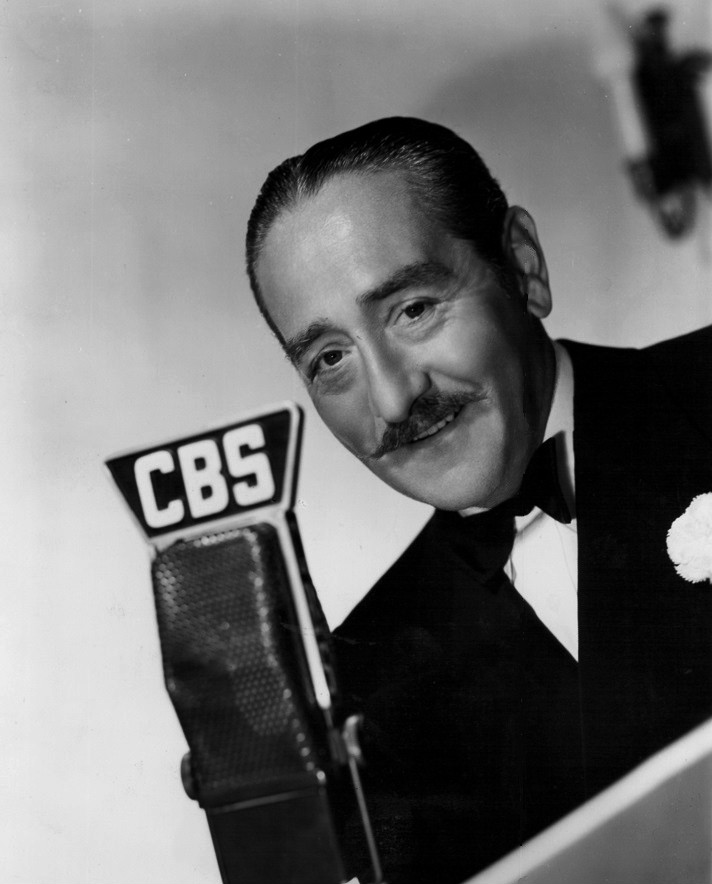
El actor Adolphe Menjou en 1938.